# Gut gegen Nordwind

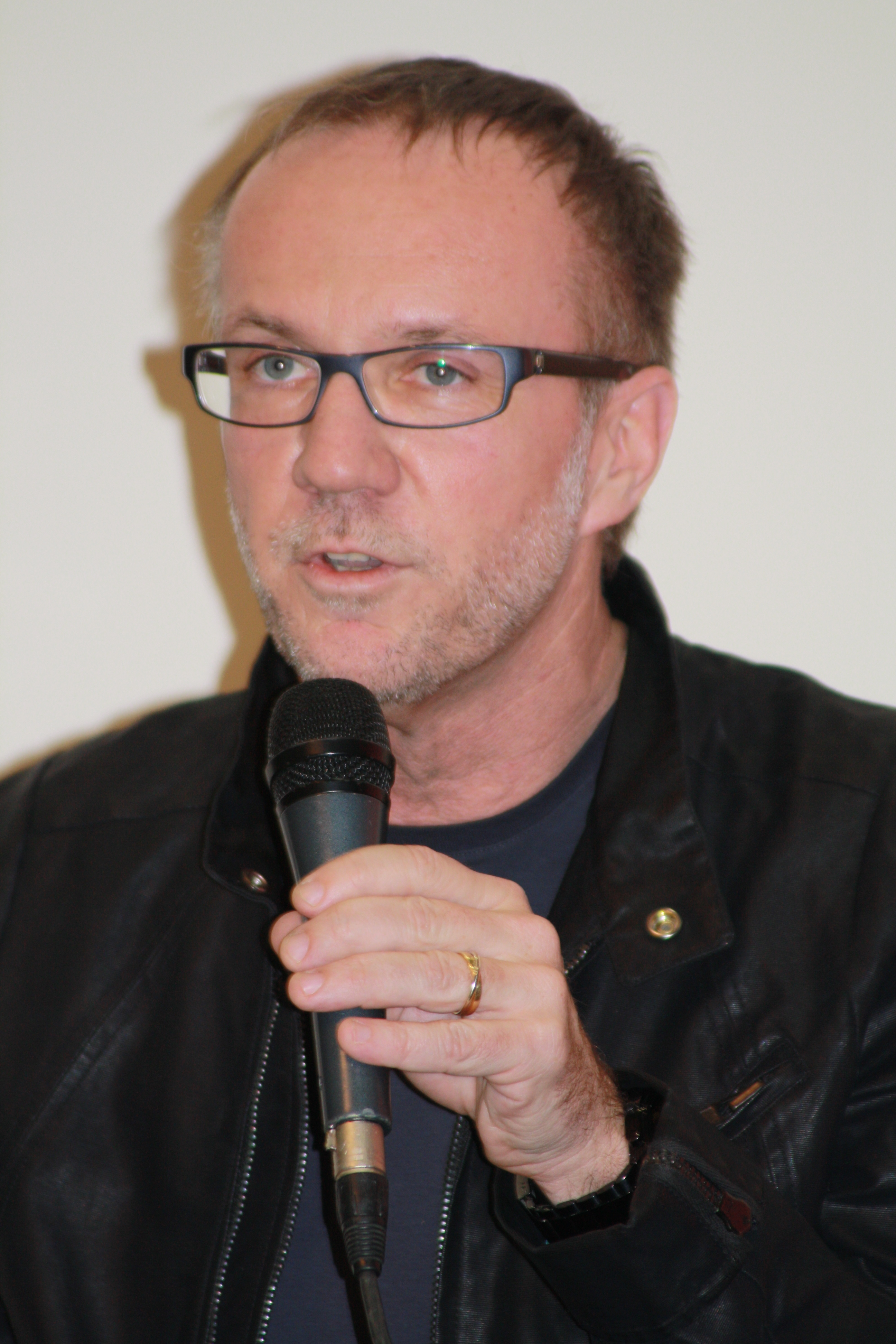
Daniel Glattauer

Gut gegen Nordwind ist ein Roman des österreichischen Schriftstellers Daniel Glattauer.

## Hintergrund
Gut gegen Nordwind ist eine moderne Version eines Briefromans über eine Internet-Liebschaft. Sie erschien 2006 im Deuticke Verlag und wurde in 28 Sprachen übersetzt. In Lizenzausgabe veröffentlichte der Weltbild-Verlag den Roman in Deutschland in ungekürzter Ausgabe 2007; der RM-Buch- und Medien-Vertrieb (Rheda-Wiedenbrück) gab eine weitere Lizenzausgabe im selben Jahr heraus. Als Taschenbuch erschien der Roman 2008 im Goldmann Verlag. Bis Anfang 2010 wurden fast 800.000 Exemplare verkauft.
In der Bühnenfassung wurde Gut gegen Nordwind in mehr als 40 Theatern gespielt, darunter in Wien und Berlin am Theater am Kurfürstendamm mit Tanja Wedhorn sowie im Theater Eisenhand des Landestheaters Linz.
Die Handlung des E-Mail-Romans wird in Glattauers 2009 erschienenem E-Mail-Roman Alle sieben Wellen fortgesetzt.
Die gleichnamige Filmadaption des Buches kam am 12. September 2019 in die deutschen und am Folgetag in die österreichischen Kinos. Die Hauptrollen spielten Nora Tschirner und Alexander Fehling.

## Inhalt
Leo Leike bekommt eines Tages eine E-Mail, die eigentlich gar nicht in seinem Postfach landen sollte. Eine gewisse Emma Rothner erklärt darin die Kündigung ihres Zeitschriftenabonnements. Nach weiteren E-Mails macht Leo Frau Rothner darauf aufmerksam, dass sie sich beim Eintippen der E-Mail-Adresse, wie einige andere auch, vertippt habe. Emma entschuldigt sich daraufhin, meldet sich in den folgenden Wochen aber noch diverse Male per E-Mail, da sie denselben Tippfehler immer wieder begeht. Leo teilt ihr mit, ein derartiger Tippfehler sei bei einer Person, die so gehetzt schreibe, nicht verwunderlich. Emma möchte daraufhin wissen, wie ihr Gegenüber darauf kommt. Leo erklärt, dass er sich zurzeit beruflich mit der Sprache von E-Mails befasst, und Emma entgegnet, dass sie hingegen Homepages gestaltet. Die beiden wissen überdies durch ihr Gespräch über das Zeitungsabonnement, dass sie in derselben Stadt (ungenannt, die Beschreibung deutet aber auf Wien) wohnen.
Dieser kurze, anfänglich zufällige Wortwechsel wird der Grundstein für weitere E-Mails zwischen den beiden. Auch wenn Leo und Emmi, wie Leo sie nun nennt, zu Beginn private Themen wie das Familienleben oder persönliche Probleme meiden, so entwickeln beide im Laufe der Zeit Interesse füreinander, und schon bald entsteht ein vertrauensvolleres Verhältnis, in dessen Verlauf dann auch Tabuthemen wie Leos gescheiterte Beziehung oder Emmis Verhältnis zu ihrer Familie diskutiert werden. Die gegenseitige Neugier führt schließlich dazu, dass man über ein reales Treffen nachdenkt. Da Leo behauptet, Emmi aus einer Menschenmenge heraus erkennen zu können, wird nach einigem Zögern beider Seiten ein Treffen in einem Café ausgemacht, allerdings unter der Bedingung, dass man sich nicht direkt zu erkennen gibt. Beide sollen zur etwa gleichen Uhrzeit in dem Café auftauchen und versuchen, durch möglichst unauffällige Beobachtung den jeweils anderen unter all den anderen Gästen zu erkennen. Das „Treffen“ findet statt, und als beide kurz darauf wieder per Mail miteinander in Kontakt treten, stellt Emmi ernüchtert fest, dass keiner der Anwesenden wie „ihr Leo“ aussah. Keiner der Männer, die Emmi gesehen hatte, würde ihr Interesse wecken, ausgenommen vielleicht ein Mann, der allerdings mit einer anderen Frau im Café war, und keinerlei Aufmerksamkeit für seine Umgebung übrig hatte. Leo hingegen glaubt, Emmi erkannt oder zumindest die Auswahl an Personen, die infrage kommen würden, auf drei Möglichkeiten einschränken zu können. Nachdem Emmi zugibt, eine der in der Auswahl genannten Personen zu sein, löst Leo auf, dass er tatsächlich der Mann war, den Emmi als einzige Person halbwegs interessant gefunden hatte: Leo war gemeinsam mit seiner Schwester Adrienne im Café gewesen, saß selbst mit dem Rücken zu den Gästen, und hatte Adrienne das Beobachten überlassen. Diese meinte, in eine dieser drei könnte Leo sich verlieben, Leo verrät aber nicht, welche gemeint ist, und auch Emmi löst nicht auf, welche der drei sie nun war.
Im weiteren Verlauf der Konversation stoßen Emmi und Leo immer wieder auf Themen, die beiden unangenehm sind. So zieht Emmi es vor, nicht über ihren Mann oder dessen Kinder, die er mit in die Ehe gebracht hat, zu reden, während Leo immer wieder andeutet, dass Emmi seiner Meinung nach in dieser Beziehung nicht glücklich ist. Als Leo eines Abends im alkoholisierten Zustand eine E-Mail an Emmi schreibt, werden die Gefühle deutlich, die er für sie hegt und welche über das freundschaftliche Maß hinausgehen. Gleichzeitig sträubt sich Leo gegen eine solche Vorstellung, da er einerseits Zuneigung für Emmi empfindet, andererseits diese in einer festen Beziehung weiß. Schließlich nimmt seine Sehnsucht überhand, und er bittet Emmi noch in derselben Nacht, zu ihm zu kommen, um das zu tun, „was sich ergibt“. Emmi lehnt jedoch freundlich, aber entschieden ab.
Wenig später wird das Vertrauen, das Emmi und Leo mittlerweile aufgebaut haben, stark erschüttert: Emmi hat sich mit einer Freundin über Leo unterhalten, und diese hat angedeutet, dass Emmi womöglich nur ein Versuchskaninchen für Leo sein könnte, da sich dieser nach eigener Aussage beruflich mit der Übertragung von Emotionen per Mail beschäftigt. In ihrer Angst, diese Behauptung könnte zutreffen, konfrontiert Emmi Leo mit ihrer Befürchtung. Als sich dieser tagelang nicht meldet, sieht Emmi das als Bestätigung ihrer Vermutung an und äußert sich sehr enttäuscht über Leo. Dieser meldet sich jedoch wenig später aus dem Urlaub zurück, den er mit Marlene, seiner Ex-Freundin, verbracht hat. Er berichtet Emmi, dass ihm wieder einmal klar geworden ist, dass es mit Marlene nicht funktioniert. Emmi bietet Leo daraufhin an, ihn mit einer ihrer Freundinnen zu verkuppeln. Nach anfänglichem Zögern willigt dieser ein. Es kommt zu einem Treffen zwischen Leo und Emmis Freundin Mia. Anders als erwartet erzählen beide Emmi wenig bis überhaupt nichts über ihre Begegnung und den weiteren Verlauf ihrer Beziehung. Als Emmi immer penetranter wissen möchte, was zwischen Mia und Leo läuft, räumt Leo ein, mit Mia geschlafen zu haben, allerdings weniger aus Liebe oder Zuneigung, sondern aus Trotz gegenüber Emmi. Diese habe die beiden nicht aus Freundlichkeit oder gutem Willen verkuppelt, sondern um durch Mia auf eine indirekte Weise Leo nahe zu sein. Leo erklärt, er könne mit Mia keine Beziehung führen, da dies durch die falschen Absichten von Emmi von vorneherein nicht möglich gewesen sei.
Dennoch werden die Gefühle, die beide füreinander empfinden, im Laufe der Zeit immer stärker. Emmi erzählt Leo, dass ihr der Nordwind zu schaffen macht, weil sie durch ihn schlechter einschlafen kann, dass es mit einem Leo in ihrem Postfach allerdings viel einfacher sei. Beide deuten immer wieder an, erotische Fantasien voneinander zu haben.
Dieses allmähliche Näherkommen wird durch eine Mail von Bernhard Rothner, Emmis Ehemann, unterbrochen, der diese an Leo richtet. Herr Rothner teilt Leo mit, er habe in den letzten Monaten Veränderungen an Emmi wahrgenommen und schließlich einen Ordner gefunden, in dem Emmi ihren gesamten Mailverkehr mit Leo fein säuberlich ausgedruckt aufbewahre. In einem Anflug von Selbstgeißelung, da er die Ungewissheit nicht mehr länger ertragen konnte, habe er all dies heimlich kopiert, später gelesen und sei nun über alles im Bilde. Da Leo jedoch, zu seiner großen Enttäuschung, keine physische Form in Emmis Leben angenommen habe, könne er ihn folglich auch nicht als direkten Konkurrenten betrachten, gegen den er antreten könne. So macht Herr Rothner Leo ein ungewöhnliches Angebot: Er bittet ihn darum, Emmi ein einziges Mal zu treffen, ganz gleich, welche Konsequenzen dies haben wird. Er gibt Leo sogar die Erlaubnis, mit seiner Frau zu schlafen, nur damit der Spuk dann endlich vorbei wäre und Leo aus dem Leben der Familie Rothner verschwinden kann. Leo erbittet sich Bedenkzeit und fordert Emmis Ehemann auf, ihm weder weitere E-Mails zu schreiben noch die zwischen Emmi und ihm zu lesen. Im Gegenzug willigt Leo ein, Emmi nichts von Herrn Rothners Mitwisserschaft zu erzählen.
Emmi, die inzwischen von Leos Stimme schwärmt, die beide über den Anrufbeantworter ausgetauscht haben, ahnt nichts von alledem, bemerkt aber die Veränderung in Leos Verhalten ihr gegenüber. Sie fragt ihn, was los ist, aber er hüllt sich in Schweigen. Erst nach ein paar Tagen teilt Leo Emmi mit, dass er vorhat, für längere Zeit nach Boston zu ziehen, um dort an einem Projekt zu arbeiten. Diese Umsiedelung solle für ihn einen Neuanfang markieren, weshalb er damit gleichzeitig den Kontakt zu Emmi beenden werde. Er schlägt Emmi außerdem vor, sich ein einziges Mal mit ihm zu treffen. Diese kann nicht fassen, dass Leo sich dazu entschlossen hat, nach Boston zu ziehen und den Kontakt zu ihr einzustellen. Dem Angebot, sich zu treffen, steht sie ebenfalls misstrauisch gegenüber. Da Leo nur beste Absichten beschwört, ist sie schließlich einverstanden. Am folgenden Abend soll Emmi zu ihm nach Hause kommen, beide machen mehr als deutlich, dass es höchstwahrscheinlich zu mehr kommen wird als nur einem freundschaftlichen Aufeinandertreffen.
Am Tag danach schreibt Emmi Leo eine E-Mail, in der sie ihm erklärt, warum sie dem Treffen in letzter Minute ferngeblieben ist, ohne sich abzumelden. Kurz vor ihrem Aufbruch habe ihr Mann sie mit den Worten „Amüsiere dich gut, Emmi“ verabschiedet. Ihr Mann nenne sie schon seit Jahren nicht mehr Emmi, sondern Emma. Der Schock über diese Anrede habe sie so desillusioniert, sie so aus der Fassung gebracht, dass sie Angst vor sich selbst bekommen habe und nicht zu dem Treffen gekommen sei, ohne die richtigen Worte zu finden, um Leo Bescheid zu geben. Als Antwort erhält sie nur eine automatisch generierte Mail des Systemmanagers, die ihr mitteilt, dass der Benutzer seine Mailadresse geändert hat und Nachrichten, die auf dieser Adresse eingehen, sofort gelöscht werden.

## Rezensionen
Oliver Jungen überschrieb seine Rezension in der Frankfurter Allgemeinen Zeitung vom 7. November 2006 mit dem Titel Ach, wenn Ihr Kabel nicht wär' – Oberflächenpolitur: Daniel Glattauer flirtet per E-Mail. Der Roman sei zwar „schnell, lustig, tendenziell undurchdacht und vor allem intim“, mithin kurzweilig; auch liege der Liebesgeschichte eine Art „Zauber“ zu Grunde, jedoch erhielten die Figuren lediglich „gewisse Konturen, aber keinerlei Tiefe“. Jungen bescheinigt Glattauers Werk eine „Oberflächenverliebtheit“, die symptomatisch sei für eine „grassierende Dokumentation des Alltäglichen“. Der Rezensent erkennt inhaltliche Redundanzen und Unwahrscheinlichkeiten; es zeuge von „selbstreferentieller Einfallslosigkeit, Leo ausgerechnet das Profil ‚Kommunikationsberater und Uni-Assistent für Sprachpsychologie‘ zu verpassen“, was überdies im Verlauf des Werkes nicht wieder aufgegriffen werde. Der Erzählung fehle etwas Besonderes, etwa der „voyeuristische Aspekt“ der Vorlage Vox von Nicholson Baker; Erwartungen auf einen „gigantischen Betrug, auf angemaßte Identitäten und geschlechtsverwirrende Cyberpunks“ würden „bitter enttäuscht“. Schließlich sähen „Millionen von Posteingangsfächern ganz ähnlich aus“. Für Jungen stelle Gut gegen Nordwind nicht mehr als eine Einschlaflektüre dar.
Andreas Isenschmids Rezension in der Neuen Zürcher Zeitung vom 17. Dezember 2006 fällt deutlich positiver aus. Der Roman biete „Romantik pur“, die Geschichte sei „formal schlackenlos und pfiffig“ erzählt. Während Bakers Vox sich mit den sexuellen Phantasien seiner Figuren beschäftige, wolle Glattauer mit Gut gegen Nordwind „höher hinaus“, indem er versucht, von einer romantischen Liebe zu erzählen und den „seelischen Bedürfnissen“ unserer heutigen – wenn auch „ausgenüchterten“ – Zeiten gerecht zu werden. Glattauer verstehe es, die „Unwahrscheinlichkeit der Erzählidee“, nämlich das Kennen- und Liebenlernen durch das Initial eines einfachen Tippfehlers in einer E-Mail-Adresse, als das „Natürlichste der Welt durchzuzaubern“. Dem Autor gelinge es, den Dialog zwischen den beiden Figuren „dramaturgisch raffiniert und psychologisch hoch plausibel“ zu gestalten. Der Roman stelle eine „minimalistische, fast stofffreie und doch jeden Augenblick quicklebendige Liebesgeschichte“ dar; der „leichte Witz“ seiner Protagonisten sei „der Witz zweier Liebender, die wissen, dass es zu den dauerhaften Belebungen der Liebe gehört, sich am Geist des anderen zu erfreuen“, was die Lektüre zu einem „ungetrübten Vergnügen“ mache.

## Auszeichnungen
- Der Roman wurde 2006 für den Deutschen Buchpreis nominiert.
- 2007 erhielt der Roman den österreichischen Literaturpreis Buchliebling in der Kategorie Literatur, Romane, Belletristik.

## Hörbuch
Das Buch wurde 2007 als Hörbuch vertont. Die Sprecher waren das Paar Andrea Sawatzki (Emmi Rothner) und Christian Berkel (Leo Leike). Der Tonträger erschien bei Hörbuch Hamburg.
Ebenfalls 2007 produzierte der ORF den Roman als Hörspiel mit Eva Herzig als Emmi und Michael Dangl als Leo. Bearbeitung und Regie: Alice Elstner.